# Rourke (historieta)
Rourke es una historieta italiana de género horror/fantástico, creada por Federico Memola en 2009.

## Trayectoria editorial
La serie, editada por Star Comics, consta de ocho álbumes bimestrales, publicados desde el 16 de abril de 2009 al 17 de junio de 2010. Fue editada en inglés con el título Rourke the Hexbuster por la editorial británica DieGo Comics Publishing.

## Argumento y personajes
El protagonista es Rourke, un irlandés de Dublín de 43 años, pendenciero y bebedor. Su trabajo consiste en extraer y destruir las maldiciones que atormentan sus clientes. En sus aventuras, es acompañado por su hija Kylie, una adolescente de 13 años quien a menudo resulta ser más madura que él, y por Deidre, un misterioso fantasma, que en su vida mortal fue una bruja y por eso es experta en las ciencias ocultas.

## Lista de los álbumes
| N.º | Título                   | Fecha de publicación | Guion              | Dibujo          |
| --- | ------------------------ | -------------------- | ------------------ | --------------- |
| 1   | Le predilette della luna | abril de 2009        | Federico Memola    | Cosimo Ferri    |
| 2   | Le dimore silenziose     | junio de 2009        | Federico Memola    | Valentina Romeo |
| 3   | Terra lontana            | agosto de 2009       | Federico Memola    | Enza Fontana    |
| 4   | Il segno di Bor          | octubre de 2009      | Francesca Da Sacco | Manuela Soriani |
| 5   | Giorno maledetto         | diciembre de 2009    | Federico Memola    | Ivan Zoni       |
| 6   | Cacciatori di streghe    | febrero de 2010      | Federico Memola    | Cosimo Ferri    |
| 7   | Vite spezzate            | abril de 2010        | Federico Memola    | Valentina Romeo |
| 8   | Memento Mori             | junio de 2010        | Federico Memola    | Enza Fontana    |

Fuente: